# Slinger van von Waltenhofen
De slinger van Von Waltenhofen is een natuurkundig instrument waarmee de dempende invloed van wervelstromen aangetoond kan worden. De slinger is vernoemd naar de Oostenrijkse wetenschapper Adalbert von Waltenhofen.
De slinger bestaat uit een messing sectorvormig plaatje dat vrij kan bewegen tussen twee poolschoenen van een sterke U-vormige elektromagneet. Als het slingerlichaam in beweging wordt gebracht dan zal deze door de luchtweerstand langzaam gaan afremmen. Wordt daarentegen de elektromagneet ingeschakeld dan zal de slinger veel sneller tot stilstand komen. In het magnetisch veld dempen de in de kortgesloten geleider opgewekte wervelstromen de beweging van de slinger.
Om te bewijzen dat wervelstromen verantwoordelijk zijn voor de snelle afremming van de slinger wordt een tweede slingerlichaam opgehangen, een die dezelfde vorm heeft als de eerste maar in radiale richting is voorzien van vele spleten. Schakelt men nu het magneetveld in dan zal de slinger nagenoeg ongehinderd door slingeren.
Praktische toepassingen van de slinger van Von Waltenhofen zijn:
- Het elektromechanische dempen van schommelingen in weegbalans, galvanometer, kWh-meter
- Als wervelstroomrem in voertuigen, elektrische treinen
- Verkleinen van wervelstromen door het lamelleren van de magneetkern in dynamo's, elektromotoren en transformatoren